# Xã Davis, Quận Van Buren, Arkansas
Xã Davis (tiếng Anh: Davis Township) là một xã thuộc quận Van Buren, tiểu bang Arkansas, Hoa Kỳ. Năm 2010, dân số của xã này là 892 người.